# Stupnica
Stupnica (Stopnica) – rzeka, prawobrzeżny dopływ Sanu o długości 28,73 km i powierzchni zlewni 179,3 km².
Rzeka płynie na Pogórzu Przemyskim. Jej źródła znajdują się na wysokości około 460 m n.p.m., powyżej Leszczawy Górnej, pomiędzy górami Bziana (574 m n.p.m.), a bezimiennym szczytem o wysokości 551 m n.p.m. Przepływa przez Leszczawę Górną, Leszczawę Dolną, Starą Birczę, Birczę, Nową Wieś, Sufczynę, Brzuskę i Bachów.
Dopływami Stupnicy są Leszczawka, Lipka, Rudawka, Korzonka, Jasionka, Brzuska.

Stupnica w Birczy
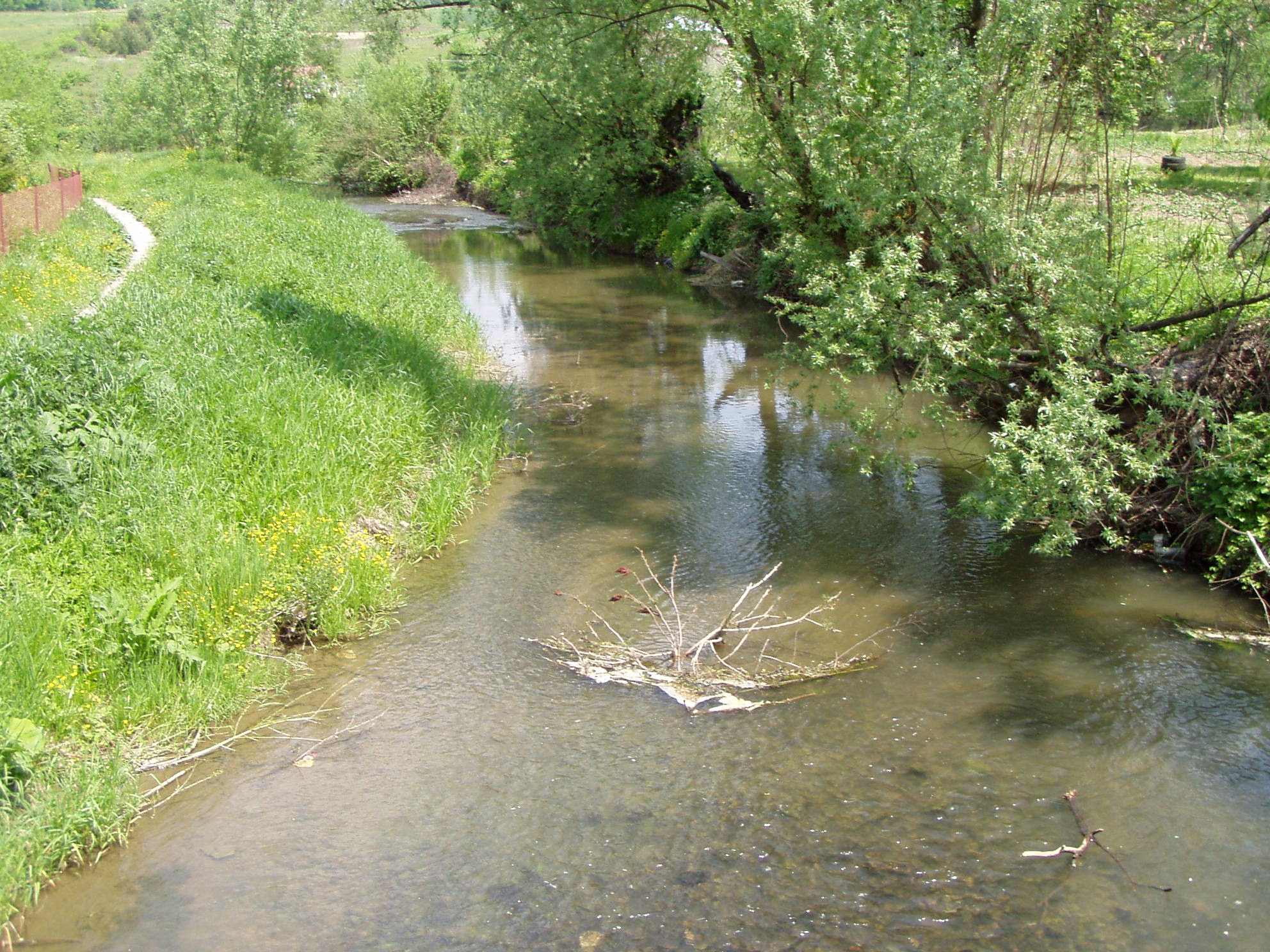
susza w 2007
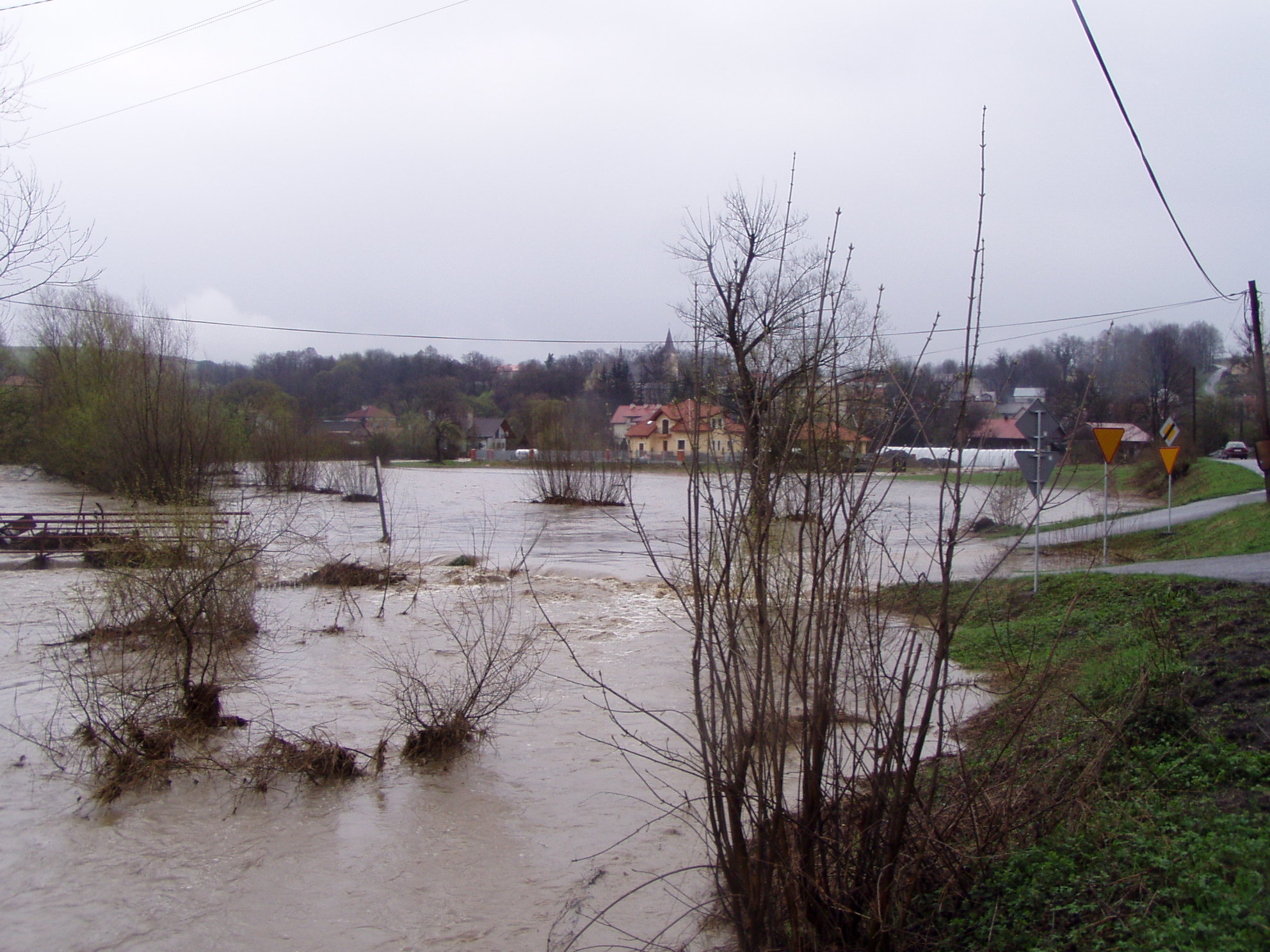
powódź wielkanocna w 2009